# Флаги Омской области
Список флагов муниципальных образований Омской области Российской Федерации.
На 1 января 2020 года в Омской области насчитывалось 423 муниципальных образования — 1 городской округ, 32 муниципальных района, 26 городских и 364 сельских поселения.

## Флаг городского округа
| Флаг | Наименование                                 | Дата утверждения | Номер в ГГР |
| ---- | -------------------------------------------- | ---------------- | ----------- |
|      | Флаг муниципального образования — город Омск | 16 апреля 2014   | 9363        |

## Флаги муниципальных районов
| Флаг | Наименование                                  | Дата утверждения | Номер в ГГР |
| ---- | --------------------------------------------- | ---------------- | ----------- |
|      | Флаг Азовского немецкого национального района | 27 мая 2020      | 13249       |
|      | Флаг Большереченского муниципального района   | 29 апреля 2020   |             |
|      | Флаг Большеуковского муниципального района    | 30 марта 2020    | 13178       |
|      | Флаг Горьковского муниципального района       | 5 апреля 2016    | 10946       |
|      | Флаг Знаменского муниципального района        | 15 мая 2020      | 13180       |
|      | Флаг Исилькульского муниципального района     | 20 февраля 2013  | 8340        |
|      | Флаг Калачинского муниципального района       | 26 марта 2020    | 13182       |
|      | Флаг Колосовского муниципального района       | 24 сентября 2007 |             |
|      | Флаг Кормиловского муниципального района      | 16 февраля 2007  |             |
|      | Флаг Крутинского муниципального района        | 31 октября 2011  | 7331        |
|      | Флаг Любинского муниципального района         | 28 апреля 2017   | 11544       |
|      | Флаг Марьяновского муниципального района      | 24 апреля 2020   | 13184       |
|      | Флаг Москаленского муниципального района      | 25 марта 2020    | 13186       |
|      | Флаг Муромцевского муниципального района      | 9 июня 2017      | 11407       |
|      | Флаг Называевского муниципального района      | 23 декабря 2015  | 10711       |

| Флаг | Наименование                                 | Дата утверждения | Номер в ГГР |
| ---- | -------------------------------------------- | ---------------- | ----------- |
|      | Флаг Нововаршавского муниципального района   | 27 декабря 2007  |             |
|      | Флаг Одесского муниципального района         | 29 апреля 2020   | 13188       |
|      | Флаг Оконешниковского муниципального района  | 8 апреля 2020    |             |
|      | Флаг Омского муниципального района           | 28 апреля 2020   | 12992       |
|      | Флаг Павлоградского муниципального района    | 27 марта 2020    | 13190       |
|      | Флаг Полтавского муниципального района       | 28 августа 2014  | 9740        |
|      | Флаг Русско-Полянского муниципального района | 24 декабря 2019  | 12913       |
|      | Флаг Саргатского муниципального района       | 30 марта 2020    | 13192       |
|      | Флаг Таврического муниципального района      | 9 апреля 2020    | 13194       |
|      | Флаг Тарского муниципального района          | 17 апреля 2009   | 5009        |
|      | Флаг Тевризского муниципального района       | 31 января 2011   |             |
|      | Флаг Тюкалинского муниципального района      | 20 марта 2020    | 13196       |
|      | Флаг Усть-Ишимского муниципального района    | 24 января 2020   | 12915       |
|      | Флаг Черлакского муниципального района       | 20 марта 2020    | 13198       |
|      | Флаг Шербакульского муниципального района    | 25 марта 2020    | 13200       |

## Флаги городских поселений
| Флаг | Наименование                                                                  | Дата утверждения | Номер в ГГР |
| ---- | ----------------------------------------------------------------------------- | ---------------- | ----------- |
|      | Флаг Исилькульского городского поселения Исилькульского муниципального района | 7 марта 2008     | 4735        |
|      | Флаг Муромцевского городского поселения Муромцевского муниципального района   | 31 марта 2017    | 11313       |
|      | Флаг Таврического городского поселения Таврического муниципального района     | 28 марта 2019    | 12300       |

| Флаг | Наименование                                                              | Дата утверждения | Номер в ГГР |
| ---- | ------------------------------------------------------------------------- | ---------------- | ----------- |
|      | Флаг Тарского городского поселения Тарского муниципального района         | 30 апреля 2009   | 4922        |
|      | Флаг Тюкалинского городского поселения Тюкалинского муниципального района | 30 декабря 2008  | 4675        |

## Флаги сельских поселений
| Флаг | Наименование                                                          | Дата утверждения               | Номер в ГГР |
| ---- | --------------------------------------------------------------------- | ------------------------------ | ----------- |
|      | Флаг Ачаирского сельского поселения Омского муниципального района     | 28 февраля 2018 14 ноября 2018 |             |
|      | Флаг Дружинского сельского поселения Омского муниципального района    |                                |             |
|      | Флаг Иртышского сельского поселения Омского муниципального района     | 16 февраля 2016                | 10782       |
|      | Флаг Калининского сельского поселения Омского муниципального района   | 3 апреля 2019                  | 12278       |
|      | Флаг Комсомольского сельского поселения Омского муниципального района | 10 апреля 2017                 | 11402       |
|      | Флаг Красноярского сельского поселения Омского муниципального района  | 15 декабря 2016                | 11233       |

| Флаг | Наименование                                                              | Дата утверждения | Номер в ГГР |
| ---- | ------------------------------------------------------------------------- | ---------------- | ----------- |
|      | Флаг Лузинского сельского поселения Омского муниципального района         | 18 мая 2017      | 11376       |
|      | Флаг Магистрального сельского поселения Омского муниципального района     | 16 июня 2020     | 13265       |
|      | Флаг Омского сельского поселения Омского муниципального района            | 26 апреля 2017   | 11538       |
|      | Флаг Розовского сельского поселения Омского муниципального района         | 12 сентября 2016 | 11080       |
|      | Флаг Троицкого сельского поселения Омского муниципального района          | 29 сентября 2011 |             |
|      | Флаг Усть-Заостровского сельского поселения Омского муниципального района |                  |             |

## Упразднённые флаги
| Флаг | Наименование                                  | Дата утверждения | Дата отмены     |
| ---- | --------------------------------------------- | ---------------- | --------------- |
|      | Флаг муниципального образования — город Омск  | 20 марта 2002    | 1 января 2016   |
|      | Флаг Азовского немецкого национального района | 28 июня 2007     |                 |
|      | Флаг Большереченского муниципального района   | 25 июля 2012     | 29 апреля 2020  |
|      | Флаг Большеуковского муниципального района    | 1 августа 2003   | 30 марта 2020   |
|      | Флаг Любинского муниципального района         | 24 мая 2007      | 28 апреля 2017  |
|      | Флаг Марьяновского муниципального района      | 3 августа 2006   | 24 апреля 2020  |
|      | Флаг Москаленского муниципального района      | 28 октября 2009  | 25 марта 2020   |
|      | Флаг Называевского муниципального района      | 28 ноября 2008   | 23 декабря 2015 |
|      | Флаг Нововаршавского муниципального района    | 30 августа 2006  | 27 декабря 2007 |
|      | Флаг Оконешниковского муниципального района   | 24 декабря 2004  | 8 апреля 2020   |

| Флаг | Наименование                                                          | Дата утверждения          | Дата отмены     |
| ---- | --------------------------------------------------------------------- | ------------------------- | --------------- |
|      | Флаг Омского муниципального района                                    | 17 мая 2004 1 января 2006 | 28 апреля 2020  |
|      | Флаг Саргатского муниципального района                                | 11 февраля 2010           | 30 марта 2020   |
|      | Флаг Таврического муниципального района                               | 25 января 2013            | 9 апреля 2020   |
|      | Флаг Усть-Ишимского муниципального района                             | 3 марта 2010              | 27 декабря 2013 |
|      | Флаг Усть-Ишимского муниципального района                             | 27 декабря 2013           | 24 января 2020  |
|      | Флаг Черлакского муниципального района                                | 29 сентября 2011          | 20 марта 2020   |
|      | Флаг Шербакульского муниципального района                             | 1 марта 2006              | 25 марта 2020   |
|      | Флаг Иртышского сельского поселения Омского муниципального района     | 29 февраля 2012           | 16 февраля 2016 |
|      | Флаг Красноярского сельского поселения Омского муниципального района  | 16 июля 2013              | 15 декабря 2016 |
|      | Флаг Магистрального сельского поселения Омского муниципального района | 26 мая 2015               | 16 июня 2020    |